# Tubao
Tubao ist eine Stadtgemeinde in der philippinischen Provinz La Union. Im Osten grenzt sie an die Provinz Benguet. Im Jahre 2015 zählte sie 28.729 Einwohner. Das Gebiet von Tubao ist bergig.
Tubao ist in folgende 18 Baranggays aufgeteilt:
| - Amallapay - Anduyan - Caoigue - Francia Sur - Francia West - Garcia - Gonzales - Halog East - Halog West | - Leones East - Leones West - Linapew - Lloren - Magsaysay - Pideg - Poblacion - Rizal - Santa Teresa |

## Söhne und Töchter
- Wenceslao Selga Padilla (1949–2018), katholischer Ordensgeistlicher und Apostolischer Präfekt von Ulaanbaatar